# 触手責め
触手責め（しょくしゅぜめ）とは、フィクションにおいて、触手を使って相手の生殖器を刺激して快楽を与えるなどして、性的な行為をするシチュエーションのことである。

## 概要

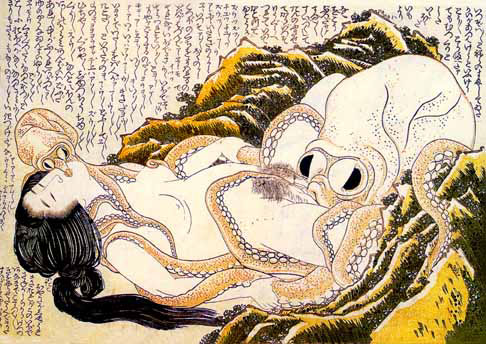
蛸と海女の図

触手責めは日本においてとくに好まれ、発展したポルノグラフィの一様式である。古くは葛飾北斎の『蛸と海女』で描かれており、日本文化研究者のスーザン・J・ネイピアは、これが触手ものの起源であるとみている。
日本国内では成人向け漫画・アダルトアニメ・アダルトゲームにおいて定番の描写のひとつであったこのジャンルは、パロディの対象にもなっている。21世紀には、このジャンルの日本映画はアメリカとヨーロッパでより一般的になり、海外にも輸出された前田俊夫の漫画を原作としたアダルトアニメ『超神伝説うろつき童子』や『淫獣学園』、菊地秀行の小説を原作としたアニメ『妖獣都市』における触手責めは日本国外のポルノ愛好者にもこのシチュエーションが広く知られる契機となったが、アダルト映画業界ではまだフェティッシュ志向の小さな部分である。ほとんどの触手ものはアニメ作品であるが、実写映画もいくつかあり、このジャンルはファーリー・ファンダムへのマイナーなクロスオーバーもみられる。
触手責めの描写をエスカレートさせた場合、肛門に挿入された触手で相手の大腸を刺激し排便させるスカトロプレイ、行為の対象者の乳房を締め付け母乳を搾り取る、または相手の乳首に触手を挿入し快楽を与えるなどの描写も存在する。日本の現代の検閲は明治時代まで遡るがヨーロッパのビクトリア文化の影響は、公共の性的慣習に対する立法上の関心の触媒となったことから第二次世界大戦後、連合国は、反検閲法を含む多くの改革を日本政府に課した。したがって、現在の日本でのわいせつの解釈とポルノに対する法的規制も国の刑法に由来しており、依然として禁止されているがこの用語の解釈方法は一定ではない。性器の露出（および最近まで陰毛）は違法であるが、許容される性行為の多様性は他の自由民主主義と比較して現在では広範な解釈となる。このため触手ポルノ業界のリーダーは自らの仕事の多くは当初こうした事項を回避させることを目的としていたと述べている。アニメーター前田俊夫は、次のように述べた。「その時は超神伝説うろつき童子などでベッドの中で官能的なシーンを作成することは違法でした。そのような状況下で普通の官能的なシーンを描くことを避けるために何かをすべきだと思いました。だから、私らは生き物表現を活用しました。触手は陰茎ではないという口実、言い訳としてでこれは陰茎ではありません。これは生き物のほんの一部です。生き物は、性別を持っていません。クリーチャーはクリーチャーです。だからわいせつではない-違法ではない」（「マンガアーティストインタビューシリーズ（パート1）」2002年）。

### 葛飾北斎の『蛸と海女』
触手を持つ生き物は、ポルノアニメの登場よりもずっと以前から、日本のアダルト文化に登場している。
初期の例の中で最も有名なものの中には、「蛸と海女」として一般に知られている1814年の葛飾北斎のイラストがあるが、これは春画の例であり多くの芸術家によって引用されている。寺岡正美は彼の2001年の作品「Sarah and Octopus / Seventh Heaven」で彼のWaves and Plaguesコレクションの一部としてイメージを最新のもので表現。ダニエル・タレリコの学術論文では、西洋の観客はしばしば北斎の有名なデザインをレイプと解釈するが、江戸時代の日本人の観客はそれを合意と見なすであろうことを示した。彼らはこの作品が海女の珠とり伝説を描いていると認めていたとしている。海女の珠とり伝説とは、竜王に取られた宝玉を海女が取返ししたという物語で、彼女の脱出の間、竜王と彼の海の生き物（タコを含む）は彼女を追いかけるが、図の対話は海女と2つのタコが相互の楽しみを表現していることを示しているという。

### 触手による攻撃描写
アニメーションにおける最初の触手による攻撃の描写は、1985年のアダルトアニメ（OVA）『ドリームハンター麗夢』にあったが、問題のシーンは、OVAが全年齢版で再リリースされたときに削除された。触手による攻撃を描いた最初の完全な非エロアニメは、1986年のOVA『強殖装甲ガイバー』である。バルキュアリアという名前の女性のクロノス兵士が、周囲を完全に囲まれて2番目の（損傷した）Guyverユニットに包まれる。彼女は触手の形ですべての開口部を貫通。触手を描いたアダルトアニメ映画はその後も続き、1986年の「超神伝説うろつき童子」、1992年の「La☆BlueGirl」、1995年の「妖獣教室」などの人気タイトルが米国やその他の大規模ビデオ店チェーンでも一般的に流通する。このジャンルの映画の量は、1990年代のピーク時からは減速したが、現在まで生産され続けている。
1989年、前田敏夫の漫画「妖獣教室」は、性的暴行の要素が強調された現代の触手ポルノのパラダイムと呼ばれるものを制作。前田は、ペニスの描写は禁止するが、触手または類似の（しばしばロボットの）付属物による性的侵入を示すことを禁止していない日本の厳格な検閲規制を回避するための慣行を発明したと説明した。

### 実写映画での描写
実写映画での性的な触手の使用は、非常にまれであるが、アメリカのB映画ホラー映画で始まり、その後日本に戻っていく。B級映画のプロデューサーのロジャー・コーマンはハワード・フィリップス・ラヴクラフトの同名短編小説ダンウィッチの怪を1970年ごろ映画化した制作フィルムで簡単なシーンに触手レイプの概念を使用。雑誌「ヴァイス」はこれを「おそらく映画史上初の触手レイプシーン」と特定している 。

### 論考
比較文学者のヨコタ村上孝之は、触手ものにおいて、通常の（男性向け）ポルノグラフィと違って同一すべき主体（通常のポルノグラフィでいう男性）が存在しない、あるいは存在したとしても事実上同一化することが不可能であることを指摘し、男性オタクが性の主体性を放棄していることと結び付けて論じている。これに対してライターの堀あきこは、触手は少年漫画・少女漫画を含め様々な分野で描かれているモチーフであることから単純にオタクのイメージを結び付けて論じるのは短絡的であると批判し、むしろ男性向けのアダルトゲームなどにみられる「男性キャラクターを後景化・透明化する手法」の派生系と考えることもできるとしている。

## 触手責めが登場する作品
- 暗殺教室
- 淫獣学園
- SF・超次元伝説ラル
- 強殖装甲ガイバー
- 冥王計画ゼオライマーΩ
- 対魔忍アサギ
- 超神伝説うろつき童子
- 魔法少女アイ
- 妖獣都市
- リヨン伝説フレア